# PolyGram
PolyGram N.V. là một công ty giải trí và hãng thu âm âm nhạc lớn Hà Lan. Nó được thành lập vào năm 1962 như là Grammophon-Philips Group của tập đoàn Hà Lan Philips và công ty Đức Siemens, trở thành một công ty tập hợp các công ty thu âm của hai công ty này, và được đổi tên thành "PolyGram" vào năm 1972. Tên được chọn để phản ánh kết hợp của Polydor Record của Siemens và Phonogram Records của Philips. Công ty có nguồn gốc Deutsche Grammophon trở lại với người phát minh ra máy ghi âm đĩa phẳng, Emil Berliner.
Sau đó, PolyGram mở rộng thành công ty giải trí lớn nhất toàn cầu, tạo ra các bộ phận điện ảnh và truyền hình. Vào tháng 5 năm 1998, nó đã được bán cho nhà máy chưng cất rượu Seagram, công ty sở hữu công ty điện ảnh, truyền hình và âm nhạc Universal Studios. Do đó, PolyGram đã được xếp lại thành Universal Music Group và PolyGram Filmed Entertainment đã được chập lại thành Universal Pictures, cả hai đều là công ty kế thừa Seagram của MCA. Khi bộ phận giải trí mới thành lập của Seagram gặp khó khăn về tài chính, nó đã được bán cho Vivendi và MCA được biết đến với tên Universal Studios, vì Seagram đã không còn tồn tại. Vivendi vẫn là chủ sở hữu của Universal Music Group (trong khi bộ phim và truyền hình được bán cho NBCUniversal). Vào tháng 2 năm 2017, UMG đã hồi sinh công ty dưới tên PolyGram Entertainment, hiện đang đóng vai trò là bộ phận làm điện ảnh và truyền hình của UMG.